# Sergio Restrepo Jaramillo
Sergio Restrepo Jaramillo SJ (Medellín, 19 de julio de 1939-Tierralta, 1 de junio de 1989) fue un sacerdote jesuita colombiano que adelantó una importante labor pastoral en Tierralta (Córdoba) por cerca de 10 años y se había ganado la confianza de campesinos e indígenas de la zona, quienes le confiaban numerosas informaciones sobre las violaciones a los derechos humanos que sufrían. Fue asesinado el 1 de junio de 1989 a la edad de 49 años, cerca del templo parroquial de Tierralta por dos sicarios al parecer de procedencia paramilitar. Restrepo Jaramillo era hijo del exalcalde de Medellín, Jorge Restrepo Uribe. 
En el 2019, la provincia colombiana de la Compañía de Jesús produjo el corto documental "Fui a despedirme de las ceibas", un homenaje a la vida y legado de Sergio. Fue dirigido por María Alejandra Rojas Matabajoy. 